# هاري تود
هاري تود (بالإنجليزية: Harry Todd)‏ هو لاعب غولف أمريكي، ولد في 6 نوفمبر 1916 في دالاس في الولايات المتحدة، وتوفي في 9 أكتوبر 1966.